# 干卓萬山
干卓万山（かんたくまんざん、繁体字：干卓萬山）は、台湾の南投県仁愛郷に位置する標高3,284mの山である。

## 概要
- 台湾百岳にて55位に選ばれており、どこの国家公園、保護区域にも属さない百岳の中で珍しい山である。
- この山域は北側は萬大群タイヤル族、南側は干卓萬群ブヌン族の境界となっている。
- 付近には牧山、卓社大山、火山が連なっている[1]。

## 誤表記
1999年に発行された1:25000地形図（第三版）にて「于卓萬山」と誤表記された。この誤表記はアメリカ合衆国のGEOnet Names Serverにも掲載され、「于卓萬山（Yuzhuowan Shan）」として表記されたが、2021年末に修正された。このデータベースは多くのウェブアプリケーションで採用されているため、誤表記の影響は大きかった。